# Chade nos Jogos Olímpicos de Verão de 1988
O Chade participou dos Jogos Olímpicos de Verão de 1988 em Seul, na Coreia do Sul. Não conquistou nenhuma medalha, nem de ouro, nem de prata e nem de bronze. Foi a quinta participação do país em Jogos Olímpicos de Verão.